# Grecia (Costa Rica)
Grecia è un distretto della Costa Rica, capoluogo del cantone omonimo, nella provincia di Alajuela. 
Attrattive turistiche nei pressi di Grecia sono il Rifugio Naturale Bosque Alegre formato da un insieme di piccole lagune, ad otto km dal vulcano Poás, il Parco Los chorros, la laguna di origine vulcanica Río Cuarto.

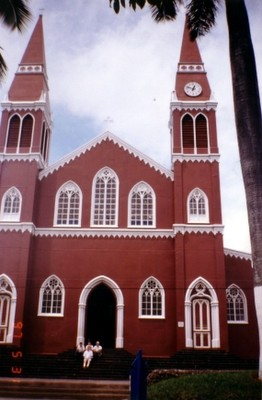
Chiesa interamente costruita in metallo